# Islas Caimán en los Juegos Olímpicos de Atenas 2004
Las Islas Caimán estuvieron representadas en los Juegos Olímpicos de Atenas 2004 por cinco deportistas, tres hombres y dos mujeres, que compitieron en dos deportes.
La portadora de la bandera en la ceremonia de apertura fue la atleta Cydonie Mothersill. El equipo olímpico no obtuvo ninguna medalla en estos Juegos.